# توصية (الاتحاد الأوروبي)
التوصية في الاتحاد الأوروبي هي أحد نوعين من الأفعال غير الملزمة قانونياً وفقًا للمادة 288 من معاهدة عمل الاتحاد الأوروبي  (سابقًا المادة 249 من اتفاقية روما).
التوصيات ليس لها قوة قانونية ولكن يتم التفاوض عليها والتصويت عليها وفقًا للإجراء المناسب. تختلف التوصيات عن التنظيمات والتوجيهات والقرارات، من حيث أنها غير ملزمة للدول الأعضاء. فعلى الرغم من كونها لا تحمل قوة قانونية، إلا أنها تتمتع بثقل سياسي. التوصية هي أداة عمل غير مباشر تهدف إلى إعداد التشريعات في الدول الأعضاء، وتختلف عن التوجيه فقط من خلال غياب السلطة الإلزامية.
تشير المادة 292 إلى أنه يجوز للمفوضية الأوروبية تقديم توصيات، وفي حالات محددة، يجوز للبنك المركزي الأوروبي أيضًا تقديم توصيات.